# Tsunetami Sano
Tsunetami Sano (jap. 佐野 常民 Sano Tsunetami; ur. 8 lutego 1823, Saga, zm. 7 grudnia 1902) – japoński mąż stanu, współtwórca Muzeum Narodowego w Tokio, pionier japońskiej marynarki wojennej, założyciel i pierwszy prezes filantropijnego stowarzyszenia Hakuaisha (博愛社, 1877), przekształconego w roku 1887 w Japoński Czerwony Krzyż (jap. 日本赤十字社 Nippon Sekijūjisha), jeden z Siedmiu Mędrców z Saga.

## Życiorys

### Pochodzenie i edukacja
Był piątym synem Saburōzaemona Shimomury, samuraja z domeny Saga, w ówczesnej prowincji Hizen, na wyspie Kiusiu. Urodził się we wsi Hayatsue w 1823 roku, u schyłku okresu Edo, w niespokojnych latach historii Japonii, w których narastały konflikty wewnętrzne i była przełamywana wieloletnia izolacja państwa (zob. Sakoku, restauracja Meiji). 
W dziewiątym roku życia został adoptowany przez dr. Tsuneyoshi (Jōchō) Sano. Uczył się w klanowej szkole Kōdōkan, a następnie studiował i podejmował badania w Edo, Osace i Kioto. Jego mistrzem w dziedzinie medycyny był dr Kōan Ogata, wprowadzający w Japonii zasady medycyny zachodniej. Jego szkołę o nazwie Tekijuku (później Uniwersytet Osakijski) opuściło ok. 1000 absolwentów, którzy są uważani za współtwórców nowoczesnej Japonii, we wczesnym okresie Meiji.

### Działalność w dziedzinie techniki

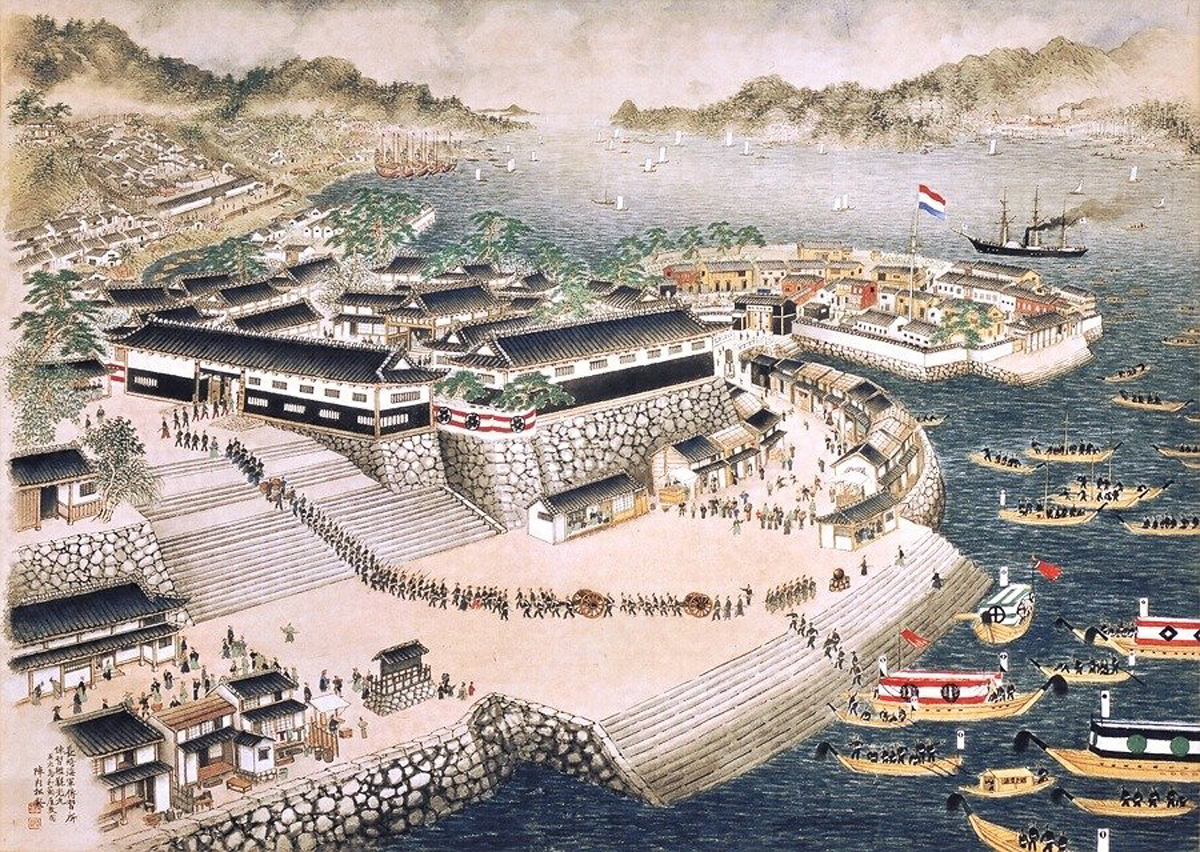
Centrum Szkoleniowe Marynarki Wojennej w Nagasaki, w głębi Dejima

Tsunetami Sano wykazywał również zainteresowania i zdolności techniczne. Interesował się np. przemysłem stoczniowym i nawigacją, co było związane z przekonaniem o konieczności nawiązania kontaktów Japonii z resztą świata. Został zaproszony do klanu Saga (佐賀藩, Saga-han), który prowadził w Nagasaki badania w dziedzinie fizyki i chemii oraz eksperymenty techniczne, dotyczące m.in. silników parowych, konstrukcji pojazdów lądowych i statków z napędem parowym, telegrafu. Tsunetami Sano zabiegał o zakupy statków w stoczniach Europy Zachodniej i rozwój stoczni klanu (w roku 1863 wybudowano pierwszy japoński parowiec, statek badawczy). W szkole marynarki wojennej w Nagasaki – rozwijanej z pomocą holenderskiego oficera marynarki, jako konsultanta – prowadził wykłady dotyczące różnorodnych nowych technologii. 

### VI i VII Wystawa Światowa i Muzeum Narodowe

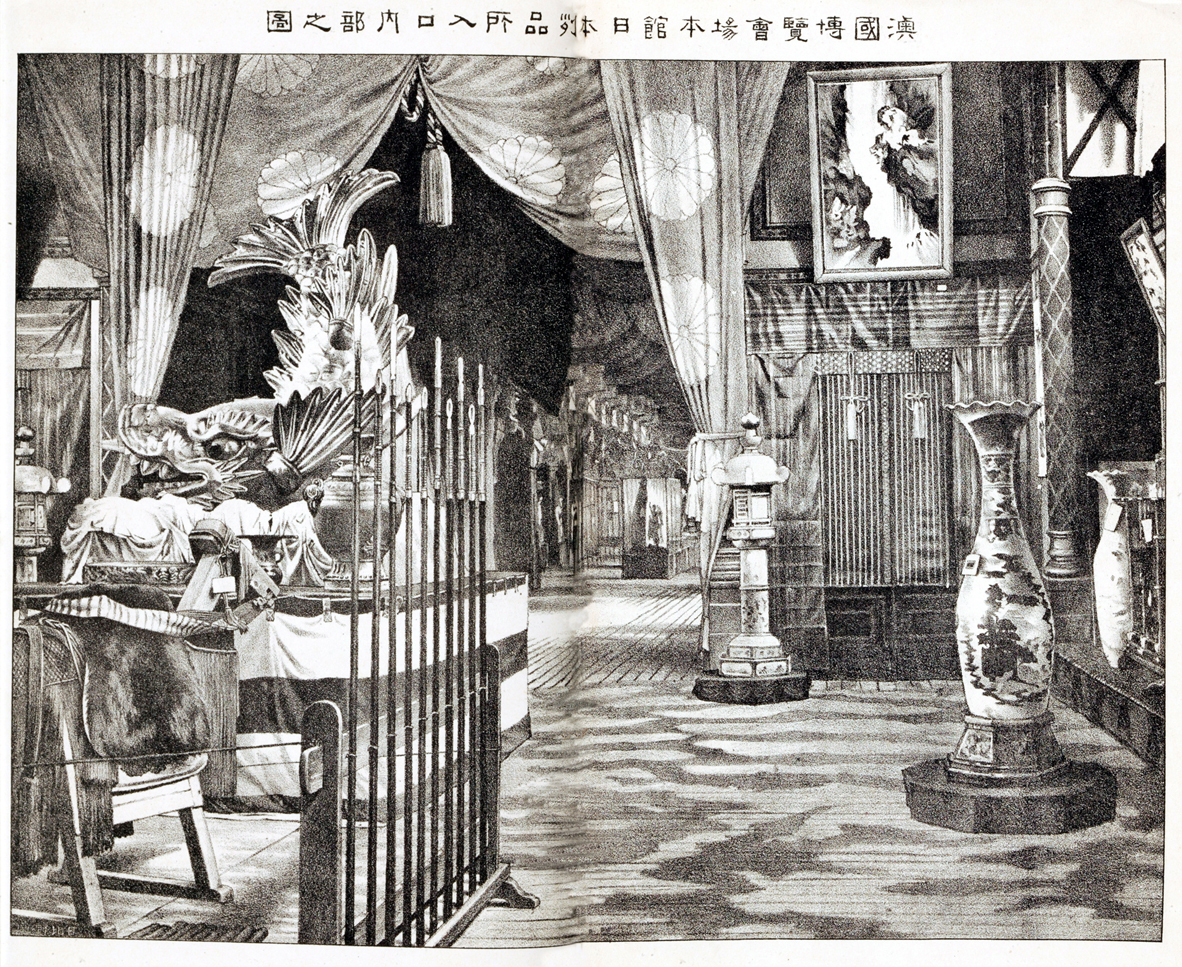
Pawilon japoński na Światowej Wystawie w Wiedniu (1873)

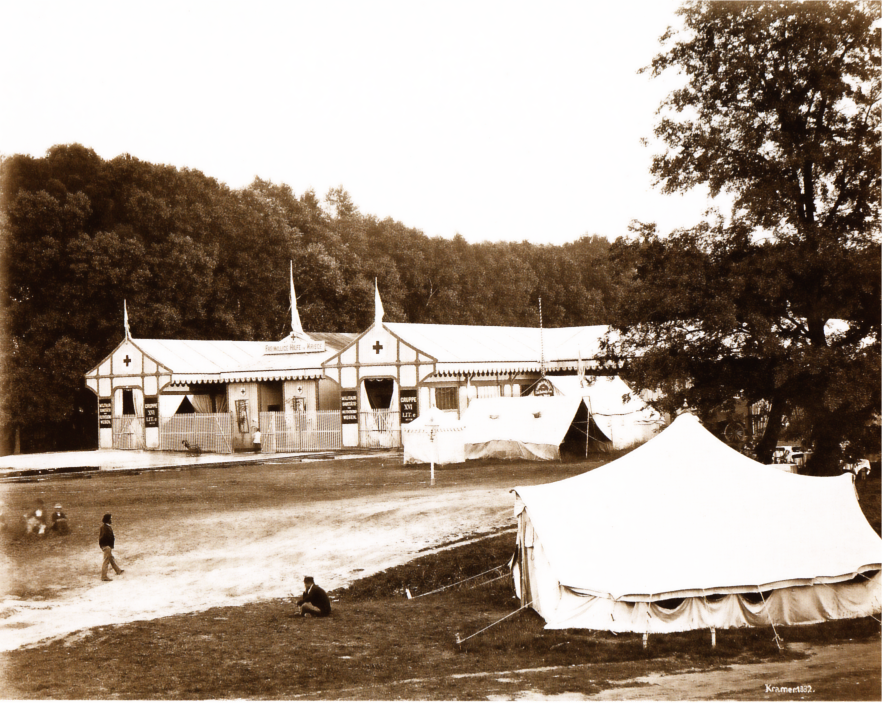
Pawilon Czerwonego Krzyża na Światowej Wystawie w Wiedniu (1873)

W roku 1867 klan wysłał Sano do Paryża, na szóstą Wystawę Światową. 
Kolejną wystawę organizowano w Wiedniu z okazji 25-lecia panowania cesarza Franciszka Józefa I (1873). W roku 1871 Japonia po raz pierwszy została oficjalnie zaproszona do udziału. W tym samym roku utworzono zespół, któremu polecono przygotowanie pierwszej ekspozycji japońskiej (m.in. Shigenobu Ōkuma i Tsunetami Sano). Sano był przekonany, że udział w Wystawie pozwoli pokazać reszcie świata tradycyjne umiejętności Japończyków, a równocześnie wypromować nowe produkty sztuki i rzemiosła i zwiększyć ich eksport niezbędny dla gospodarczego rozwoju kraju. Sporządził listę produktów, wytwarzanych we wszystkich prefekturach, i zgromadził po dwa egzemplarze tych produktów, tworząc równocześnie ekspozycję zagraniczną i zbiór muzeum krajowego. 
Tsunetami Sano pełnił w Wiedniu funkcję wiceprzewodniczącego japońskiej delegacji. W jej skład wchodziły 72 osoby: urzędnicy, tłumacze, architekci, architekci krajobrazu. Delegowano ponadto 24 inżynierów, których zadaniem było poznanie wiodących zachodnich technologii.
W  pawilonie japońskim eksponowano tradycyjne artykuły użytkowe i dekoracyjne, np. ceramikę, wyroby zdobione techniką cloisonné, wyroby z laki, tekstylia. Pokazano m.in. makiety posągu Buddy Amidy ze świątyni Kōtoku-in w Kamakurze i pięciopiętrowej pagody ze świątyni Yanaka Tennō-ji w Tokio. Oddzielnie od głównej ekspozycji odtworzono japoński ogród z sanktuarium, który budził wielkie zainteresowanie zwiedzających. Łącznie japońską ekspozycję w wiedeńskim Praterze nad Dunajem odwiedziło – w okresie trwania Expo 1873 (1 maja–2 listopada 1873) – 7 225 tys. osób.
Po zamknięciu wystawy i powrocie do kraju Tsunetami Sano opracował 16-częściowy, 96-tomowy raport, który  przedstawił rządowi w roku 1875. W opracowaniu znalazła się część dotycząca Muzeum Narodowego w Tokio. W opracowaniu zamieszczono m.in. ekspertyzy niemieckiego uczonego, Gottfrieda Wagenera (opracowane na zamówienie Sano). Zdecydowanie apelował w nich o utworzenie w Japonii nowoczesnego muzeum, w którym byłyby eksponowane nie tylko dzieła sztuki, ale również technika i przemysł.

### Hakuaishai Japoński Czerwony Krzyż
W czasie organizacji i trwania VII Wystawy Światowej Sano poznał cele i organizację ruchu Czerwonego Krzyża. Stwierdził potrzebę stworzenia podobnego stowarzyszenia w Japonii i przystąpił do realizacji tego zamierzenia. W roku 1877, w czasie buntu Satsumy, utworzył stowarzyszenie filantropijne Hakuaisha (博愛社). W roku 1886 zostało ono uznane – na podstawie Konwencji Genewskiej z roku 1864 – za członka stowarzyszenia międzynarodowego, powstającego wówczas z inicjatywy H. Dunanta (pierwszego laureata Pokojowej Nagrody Nobla). W tym samym roku stowarzyszenie otworzyło w Tokio swój pierwszy szpital (w roku 1888 utworzono w tym szpitalu szkołę pielęgniarek). 2 września 1887 roku zostało uznane przez International Committee of the Red Cross, jako Japanese Red Cross Society (Japoński Czerwony Krzyż). Tsunetami Sano był pierwszym prezesem tego stowarzyszenia. 

### Stanowiska państwowe
Tsunetami Sano pełnił liczne funkcje państwowe, m.in.: ministra finansów (1880-1881), przewodniczącego senatu (Genrō-in), członka tajnej rady doradczej przy cesarzu (Sūmitsu-in). W krótkim okresie (lipiec-sierpień 1892) był ministrem rolnictwa i handlu.

## Upamiętnienie

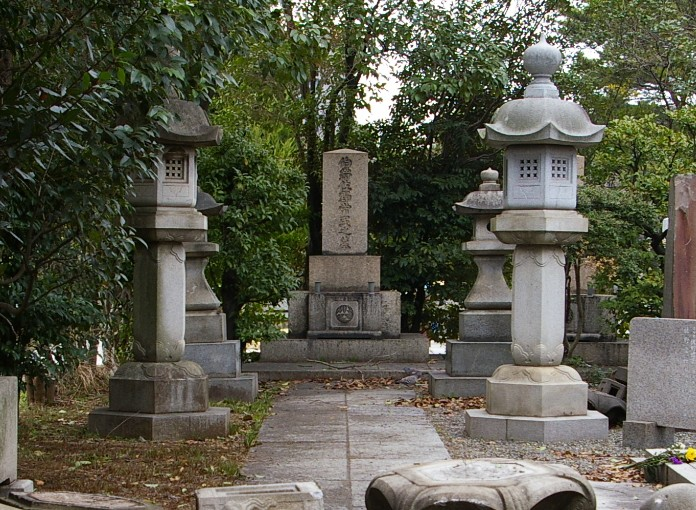
Grobowiec Sano na cmentarzu Aoyama w Tokio

Dla upamiętnienia jego wkładu w budowę nowoczesnej Japonii utworzono Tsunetami Sano Memorial Museum (446-1 Hayatsuetsu Kawasoemachi, Saga, Saga Prefecture 840-2202).
Jego dorobek i zasługi były tematem wielu publikacji. Jedna z nich nosi wymowny tytuł A far-sighted man, Tsunetami Sano – człowiek dalekowzroczny.